# جائزة غوتفريد ويلهلم ليبنز
جائزة غوتفريد ويلهلم ليبنز أو جائزة ليبنز هي جائزة علمية تمنحها مؤسسة البحوث الألمانية للعلماء والأكاديميين المتميزين لإنجازاتهم المتميزة في مجالات البحث العلميّ.
سُمّيت جائزة ليبنز على اسم العالم الموسوعي والفيلسوف الألماني غوتفريد فيلهلم ليبنيز، والذي عاش ما بين عاميّ 1646 و1716. منحت مؤسسة جائزة غوتفريد فيلهلم ليبنز منذ عام 1986 ما يصل إلى عشر جوائز سنويًا للأفراد أو المجموعات البحثية العاملة في مؤسسات بحثية في ألمانيا، أو في مؤسسة بحثية ألمانية تفع خارج ألمانيا.
تُعتبر جائزة غوتفريد فيلهلم ليبنز أهم جائزة بحثية في ألمانيا، وواحدة من أعلى الجوائز البحثية الممنوحة في ألمانيا، حيث تصل قيمة كل جائزة إلى 2.5 مليون يورو. حصل على جائزة غوتفريد فيلهلم ليبنز العديد من العلماء البارزين مثل ستيفان هيل (في عام 2008)، وجيرد فالتينغز (في عام 1996)، وبيتر جروس (في عام 1994)، وسفانتي بابو (في عام 1992)، وتيودور و. هانش (في عام 1989)، وإرفين نيهر (في عام 1987)، وبيرت زاكمان (في عام 1987)، ويورغن هابرماس (في عام 1986)، وهارتموت ميشيل (في عام 1986)، وكرستيانه نوسلاين فولهارد (في عام 1986).

## الحاصلون على الجائزة

### 1986
- جيزا ألفولدي: من جامعة روبريخت كارلس في هايدلبرغ، وحصلت على الجائزة في التاريخ القديم.
- ديتريش دورنر: من جامعة أوتو فريدريش، وحصل على الجائزة في علم النفس.
- يورغن هابرماس: من معهد يوهان فولفغانغ جوته في جامعة فرانكفورت أم ماين، وحصل على الجائزة في الفلسفة.
- أوتو لودفيج لانج وأولريش هيبر: من جامعة فورتسبورغ، وحصلا على الجائزة في كل من علم البيئة والكيمياء الحيوية.
- هارتموت ميشيل: من معهد ماكس بلانك للكيمياء الحيوية، وحصل على الجائزة في علم الأحياء.
- كريستيان نسلين فولهارد وهربرت ياكل: من معهد ماكس بلانك لعلم الأحياء التنموي في توبنغن، وحصلا على الجائزة في علم الأحياء.
- بيتر ر. سام : من الجامعة التقنية الراينية الفستفالية في آخن، وحصل على الجائزة في الصب.
- فريتز بيتر شيفر: من معهد ماكس بلانك للكيمياء الفيزيائية والحيوية في غوتنغن، وحصل على الجائزة في فيزياء الليزر.
- فرانك شتيغليش: من جامعة دارمشتات التقنية، وحصل على الجائزة في فيزياء المواد الصلبة.
- ألبرت هـ. فالنتا: من جامعة سيغن، وحصل على الجائزة في الفيزياء التجريبية.
- يوليوس ويس: من جامعة كارلسروه، وحصل على الجائزة في الفيزياء النظرية.

### 1987
- غيرهارد أبستريتير: من جامعة ميونخ التقنية، وحصل على الجائزة في فيزياء أشباه الموصلات.
- كنوت بورشاردت: من جامعة لودفيغ ماكسيميليان في ميونيخ، وحصل على الجائزة في تاريخ الاقتصاد والاقتصاد الاجتماعي.
- نيلس كلوسن: من جامعة هامبورغ التقنية في هاربورغ، وحصل على الجائزة في علم المواد الخزفية.
- بيرند جيز: من جامعة دارمشتات التقنية، وحصل على الجائزة في الكيمياء العضوية.
- فولفغانغ أ. هيرمان، وهوبرت شميدباور: من الجامعة التقنية في ميونيخ، وحصلا على الجائزة في الكيمياء غير العضوية.
- جونتر هوتز، وكيرت ميهلهورن، وولفجانج بول: من جامعة سارلاند، وحصلوا على الجائزة في علوم الحاسب.
- إروين نير وبيرت ساكمان: من معهد ماكس بلانك للكيمياء الفيزيائية الحيوية ومعهد كارل فريدريش بونهوفر في غوتنغن، وحصل على الجائزة في الكيمياء الفيزيائية الحيوية.
- فريدريش أ. سيفرت: من جامعة بايرويت،وحصل على الجائزة في علم المعادن.
- رودولف ك. ثاور: من جامعة فيليبس في ماربورغ، وحصل على الجائزة في علم الأحياء الدقيقة الكيميائي الحيوي.
- هانز بيتر زينر: من جامعة فورتسبورغ، وحصل على الجائزة في طب الأنف والأذن والحنجرة وبيولوجيا الخلية.

### 1988
- كارل واكيم إبيلينغ: من جامعة براونشفايغ التقنية، وحصل على الجائزة في مجال التقنيات عالية التردد.
- لوثار غال: من جامعة يوهان فولفجانج جوته في فرانكفورت في ماين، وحصل على الجائزة في التاريخ الحديث.
- جونتر هاردر: من جامعة بون، وحصل على الجائزة في الرياضيات.
- والتر هاوغ، وبورجارت واشينغر: من جامعة توبنغن، وحصلاعلى الجائزة في علم الأدب الألماني الأقدم.
- فيرنر هيلدنبراند: من جامعة بون، وحصل على الجائزة في الاقتصاد الاجتماعي.
- إنغو مولر: من جامعة برلين التقنية، وحصل على الجائزة في الفيزياء النظرية.
- هربرت و. روسكي، وجورج. مايكل شيلدريك: من جامعة جورج أوغست في غوتنغن، وحصلا على الجائزة في الكيمياء غير العضوية.
- ولفرام ساينجر، وفولكر إردمان: من جامعة برلين الحرة، وحصلا على الجائزة في الكيمياء الحيوية.
- غونتر شوتز: من مركز أبحاث السرطان الألماني في هايدلبرغ، وحصل على الجائزة في البيولوجيا الجزيئية.
- هانس فولفغانغ شبيس: من معهد ماكس بلانك لأبحاث البوليمرات في ماينز، وحصل على الجائزة في الكيمياء الفيزيائية.
- كارل أوتو ستيتر: من جامعة ريغنسبورغ، وحصل على الجائزة في علم الأحياء الدقيقة.
- توماس ويلاند: من معهد السنكروترون الإلكتروني الألماني في هامبورغ، وحصل على الجائزة في فيزياء الطاقة العالية.

### 1989
- هاينريش بيتز: من جامعة روبريخت كارلس في هايدلبرغ، وحصل على الجائزة في علم الأعصاب.
- كلاوس فيلهلم كاناريس: من جامعة لودفيغ ماكسيميليان في ميونيخ، وحصل على الجائزة في القانون المدني.
- هربرت جليتر: من جامعة سارلاند، وحصل على الجائزة في علوم المواد.
- ثيودور و. هانش: من جامعة لودفيج ماكسيميليان في ميونيخ، ومعهد ماكس بلانك للبصريات الكمومية في جارشينج، وحصل على الجائزة في فيزياء الليزر.
- واكيم ميلبرغ: من جامعة ميونخ التقنية، وحصل على الجائزة في تقنيات الإنتاج.
- يورغن ميتلستراس: من جامعة كونستانس، وحصل على الجائزة في الفلسفة.
- سيغريد د. بايرمهوف: من جامعة بون، وحصل على الجائزة في الكيمياء النظرية.
- مانفريد ت.ريتز: من جامعة فيليبس في ماربورغ، وحصل على الجائزة في الكيمياء العضوية.
- جورن ثايد، ومايكل زارنثاين: من جامعة كايل، ومعهد لايبنيتس للعلوم البحرية في كايل، وحصلا على الجائزة في الجيولوجيا البحرية.
- راينهارد ستوك: من جامعة يوهان فولفجانج جوته في فرانكفورت في ماين،وحصل على الجائزة في الفيزياء النووية التجريبية.
- فولفغانغ شتيميل: من جامعة هاينرش هايني في دوسلدورف، وحصل على الجائزة في الطب الباطني.

### 1990
- رينهارد جينزل من معهد ماكس بلانك للفيزياء الفلكية في جارشينج،: وحصل على الجائزة في الفيزياء الفلكية.
- راينر غريغر: من جامعة ألبرت لوفيغز في فرايبورغ، وحصل على الجائزة في علم وظائف الأعضاء.
- إنغريد جرومت: من جامعة فورتسبورغ، وحصل على الجائزة في علم الأحياء الدقيقة.
- مارتن جانسن، وأرندت سيمون: من جامعة بون ومعهد ماكس بلانك لأبحاث الحالة الصلبة في شتوتغارت، وحصلا على الجائزة في الكيمياء غير العضوية.
- بيرت هولدوبلر: من جامعة فورتسبورغ، وحصل على الجائزة في علم الحيوان.
- كونراد كلينكنيشت: من جامعة يوهانس جوتنبرج في ماينز، وحصل على الجائزة في فيزياء تجريبية.
- نوربرت بيترز: من الجامعة التقنية الراينية الفستفالية في آخن، وحصل على الجائزة في هندسة الاحتراق.
- هيلموت شوارتز: من جامعة برلين التقنية، وحصل على الجائزة في الكيمياء العضوية.
- ديتر شتوفلر: من جامعة مونستر، وحصل على الجائزة في علم الكواكب.
- ريتشارد فاغنر: وحصل على الجائزة في علوم المواد.

### 1991
- جيرهارد إرتل: من معهد فريتز هابر للفيزياء الجزيئية في برلين، وحصل على الجائزة في الكيمياء الفيزيائية.
- ديتر فينسكي، ومايكل فيث: من جامعة كارلسروه، وجامعة سارلاند، وحصلا على الجائزة في الكيمياء غير العضوية.
- إرنست أو.جوبل: من جامعة ماربورغ، وحصل على الجائزة في فيزياء الجوامد.
- ديتر هوسنجر: من جامعة ألبرت لودفيغ في فرايبورغ، وحصل على الجائزة في الطب الباطني.
- كارل هاينز هوفمان: من جامعة اوغسبورغ،وحصل على الجائزة في الرياضيات التطبيقية.
- راندولف مينزل: من جامعة برلين الحرة، وحصل على الجائزة في علم الحيوان وعلم الأعصاب.
- رولف مولر: من جامعة ماربورغ، وحصل على الجائزة في الكيمياء الحيوية وعلم الأحياء الجزيئية.
- هيرمان ريدل: من معهد فراونهوفر لميكانيكا المواد فرايبورغ، وحصل على الجائزة في ميكانيكا المواد.
- هانس أولريش شمينكه: من مركز أبحاث علوم الأرض البحرية في كيل، وحصل على الجائزة في علم المعادن وعلم البراكين.
- مايكل ستوليس: من جامعة يوهان فولفجانج جوته في فرانكفورت في ماين، وحصل على الجائزة في تاريخ القانون.
- مارتن وارنك: من جامعة هامبورغ، وحصل على الجائزة في تاريخ الفن.

### 1992
- جورج دبليو بورنكام: من مركز الأبحاث الألماني للبيئة والصحة في ميونيخ،وحصل على الجائزة في علم الفيروسات.
- كريستوفر ديننجر، ومايكل رابوبورت، وبيتر شنايدر، وتوماس زينك: من جامعة مونستر، وجامعة بيرجيش في فوبرتال، وجامعة كولونيا، وجامعة بيليفيلد على الترتيب. وحصلوا على الجائزة في الرياضيات.
- إيميلا هايجيا كيرشنيرايت: من جامعة برلين الحرة، وحصلت على الجائزة في علم اليابانيات.
- يورغن كوكا: من جامعة برلين الحرة، وحصل على الجائزة في تاريخ علم الاجتماع.
- يواكيم مينز: من جامعة فرايبرغ للتعدين والتكنولوجيا، وحصل على الجائزة في مسح المناجم.
- فريدهيلم ماير: من جامعة بادربورن، وحصل على الجائزة في علم النظم المعلوماتية.
- يورغن ملينيك: من جامعة كونستانس، وحصل على الجائزة في الفيزياء التجريبية.
- سفانتي بابو: من جامعة لودفيغ ماكسيميليان في ميونيخ، وحصل على الجائزة في البيولوجيا الجزيئية.
- فولفغانغ رايبل: من جامعة ألبرت لودفيغ في فرايبورغ، وحصل على الجائزة في علم الرومانيات.
- هانز جورج راميني: من معهد ماكس بلانك لعلم الأحياء التنموي في توبنغن، وحصل على الجائزة في علم المناعة.
- جان فايزر: من جامعة الرور بوخوم، وحصل على الجائزة في جيوكيمياء الرواسب.

### 1993
- كريستيان فون بار: من جامعة أوسنابروك، وحصل على الجائزة في القانون الدولي الخاص.
- يوهانس بوخمان، وكلاوس بيتر شنور: من جامعة ساربروكن، وجامعة يوهان فولفغانغ جوته في فرانكفورت في ماين على التوالي، وحصلا على الجائزة في نظرية المعلومات.
- ديتر إندرز: من الجامعة الوطنية الراينية الفستفالية في آخن، وحصل على الجائزة في الكيمياء العضوية.
- غونتر فيشر: من جامعة مارتن لوثر في هاله فيتنبرغ، وحصل على الجائزة في الكيمياء الحيوية.
- مايكل فروتشر: من جامعة ألبرت لودفيغ في فرايبورغ، وحصل على الجائزة في علم التشريح العصبي.
- يورغن جوست: من جامعة بوخوم، وحصل على الجائزة في الرياضيات.
- ريجين كهمان: من جامعة لودفيج ماكسيميليان في ميونيخ، وحصل على الجائزة في علم الوراثة الجزيئي.
- فولفغانغ كريتشمر: من معهد للفيزياء النووية في هايدلبرغ، وحصل على الجائزة في الفيزياء النووية.
- كلاوس بيترمان: من جامعة برلين التقنية، وحصل على الجائزة في التقنيات عالية التردد.
- فولفغانغ بيرنتس: من المعهد الوطني للبحوث النفسية في ميونيخ، وحصل على الجائزة في علم النفس.
- رودولف ج. فانغر: من جامعة روبريخت كارلس في هايدلبرغ، وحصل على الجائزة في علم الجينات.
- يورغن وارناتس: من جامعة شتوتغارت، وحصل على الجائزة في الاحتراق التقني.

### 1994
- جيزيلا أنتون: من جامعة بون، وحصل على الجائزة في الفيزياء التجريبية.
- مانفريد بروي، وإرنست روديجر أولديروغ: من جامعة ميونيخ التقنية، وجامعة أولدنبورغ على الترتيب، وحصلا على الجائزة في علوم الحاسبات.
- أولريش كريستنسن: من جامعة جورج أوغست في غوتنغن، وحصل على الجائزة في الجيوفيزياء.
- أولف إيسل: من جامعة الرور في بوخوم، وحصل على الجائزة في الفسيولوجيا العصبية.
- ثيودور جيزل: من معهد يوهان فولفجانج جوته بجامعة فرانكفورت في ماين،وحصل على الجائزة في الفيزياء النظرية.
- بيتر جروس: من المعهد الوطني للكيمياء الفيزيائية الحيوية في غوتنغن، وحصل على الجائزة في البيولوجيا الخلوية.
- فولفغانغ هاكبوش: من جامعة كيل، وحصل على الجائزة في الرياضيات العددية.
- أدريان هيريتير، وهيلموت فيلكه: من جامعة بيليفيلد، وحصلا على الجائزة في علم الاجتماع وعلم السياسة.
- ستيفان جينش: من جامعة روبريخت كارلس في هايدلبرغ، وحصل على الجائزة في البيولوجيا الجزيئية.
- جلين دبليو موست من جامعة روبريخت كارلس في هايدلبرغ،: وحصل على الجائزة في فقه اللغة الكلاسيكي.
- يوهان مولزر: من جامعة برلين الحرة، وحصل على الجائزة في الكيمياء العضوية.
- بيتر شيفر: من جامعة برلين الحرة، وحصل على الجائزة في دراسات يهودية.

### 1995
- سيغفريد بيتكه: من الجامعة الوطنية الراينية الفستفالية في آخن، وحصل على الجائزة في فيزياء الجسيمات الأولية.
- نيلز بيرباومر: من جامعة توبنغن، وحصل على الجائزة في علم النفس الفسيولوجي.
- هانز يواكيم فرويند: من جامعة الرور في بوخوم، وحصل على الجائزة في الكيمياء الفيزيائية.
- مارتن غريتشل: من جامعة برلين التقنية، وحصل على الجائزة في الرياضيات التطبيقية.
- أكسل هافريتش: من جامعة كيل، وحصل على الجائزة في الجراحة.
- غيرهارد هيرزينغر: من مركز الفضاء الألماني في أوبربفافنهوفن،وحصل على الجائزة في الروبوتات.
- توماس ينتش: من جامعة هامبورغ، وحصل على الجائزة في الكيمياء الحيوية.
- جيرد يورجنز: من جامعة توبنغن، وحصل على الجائزة في تطوير النبات الجزيئي.
- فولفجانج شلايش: من جامعة أولم، وحصل على الجائزة في البصريات الكمومية.
- مانفريد ج.شميت: من جامعة روبريخت كارلس في هايدلبرغ، وحصل على الجائزة في العلوم السياسية.
- توماس شفايتزر: من جامعة كولونيا، وحصل على الجائزة في الأنثروبولوجيا الثقافية.
- إلمار وايلر: من جامعة الرور في بوخوم، وحصل على الجائزة في فسيولوجيا النبات.
- إيمو ولتسل: من جامعة برلين الحرة، وحصل على الجائزة في علوم الحاسبات.

### 1996
- إدوارد أرزت: من جامعة شتوتغارت، ومعهد ماكس بلانك لأبحاث المعادن في شتوتغارت، وحصل على الجائزة في علم المواد.
- هانز فيرنر ديل: منجامعة دويسبورغ وإيسن، وحصل على الجائزة في الفيزياء النظرية.
- جيرد فالتينجز: من معهد ماكس بلانك للرياضيات في بون، وحصل على الجائزة في الرياضيات.
- أولف لنغو فلوغه: من جامعة كولونيا، وحصل على الجائزة في الكيمياء الحيوية للنباتات.
- فولفغانغ كلاين: من معهد ماكس بلانك لعلم اللغة النفسي في نيميغن، وحصل على الجائزة في اللغويات.
- ديتر لانجويش: من جامعة توبنغن، وحصل على الجائزة في التاريخ الحديث.
- راينهارد لورمان: من جامعة فيليبس في ماربورغ، وحصل على الجائزة في البيولوجيا الجزيئية.
- يواكيم ريتنر: من جامعة جورج أوغست في غوتنغن، وحصل على الجائزة في علم الحفريات.
- مايكل ريث: من معهد ماكس بلانك لبيولوجيا المناعة في فرايبورغ، وحصل على الجائزة في علم المناعة.
- فولفغانغ شنيك: من جامعة بايرويت، وحصل على الجائزة في كيمياء الحالة الصلبة.
- وينفريد شولز: من جامعة لودفيج ماكسيميليان في ميونيخ، وحصل على الجائزة في تاريخ أوروبا الحديثة المبكرة.
- راينهارد زيمرمان: من جامعة ريغنسبورغ، وحصل على الجائزة في تاريخ القانون والقانون المدني.

### 1997
- توماس بوم: من مركز أبحاث السرطان الألماني في هايدلبرغ، وحصل على الجائزة في بيولوجيا التطور الجزيئي.
- فولفغانغ إرتمر: من جامعة هانوفر، وحصل على الجائزة في الفيزياء التجريبية.
- أنجيلا د. فريدريسي: من معهد ماكس بلانك لأبحاث علم النفس العصبي في لايبزيغ) وحصلت على الجائزة في علم النفس العصبي.
- جورج فوكس: من جامعة ألبرت لودفيغ في فرايبورغ، وحصل على الجائزة في علم الأحياء الدقيقة.
- جان كارين جريجوري: من جامعة ميونخ التقنية، وحصل على الجائزة في علوم المواد.
- أندرياس كابلتز: من جامعة كولونيا، وحصل على الجائزة في فقه اللغة الرومانسية في الدراسات الإيطالية.
- ماتياس كلاينر: من جامعة كوتبوس التقنية،وحصل على الجائزة في تشكيل الصفائح المعدنية.
- بول كنوشل: من جامعة فيليبس في ماربورغ،وحصل على الجائزة في الكيمياء العضوية المعدنية.
- إليزابيث كنوست: من جامعة هاينريش هاينه في دوسلدورف، وحصل على الجائزة في علم الوراثة التنموي.
- ستيفان و. كوخ: من جامعة فيليبس في ماربورغ، وحصل على الجائزة في الفيزياء النظرية.
- كريستيان ف. لينر: من جامعة بايرويت، وحصل على الجائزة في علم الوراثة الجزيئي.
- ستيفان م. مول: من جامعة روبريخت كارلس في هايدلبرغ،وحصل على الجائزة في الاستشراق القديم.
- إرنست ماير: من جامعة ميونخ التقنية، وحصل على الجائزة في نظرية المعلومات.
- غيرهارد وورنر: من جامعة جورج أوغست في غوتنغن، وحصل على الجائزة في علم المعادن والجيوكيمياء.

### 1998
- هاينز برير: من جامعة هوهنهايم، وحصل على الجائزة في علم الحيوان.
- نيكولاس ب. إرنستينج، وكلاوس رادمان:من جامعة هومبولت في برلين، وحصلا على الجائزة في الكيمياء الفيزيائية.
- هانس يورغ فيشت: من جامعة أولم، وحصل على الجائزة في المواد المعدنية.
- أوتي فريفيرت: من جامعة بيليفيلد، وحصل على الجائزة في التاريخ الحديث.
- وولف بيرند فرومر: من جامعة توبنغن، وحصل على الجائزة في فسيولوجيا النبات الجزيئي.
- كريستيان جريسنجر: من جامعة يوهان فولفجانج جوته في فرانكفورت أم ماين، وحصل على الجائزة في الكيمياء العضوية.
- ريجيني هانغي أرونيس: من جامعة كونستانس، وحصل على الجائزة في علم الأحياء الدقيقة.
- أونو أونكن: من جامعة برلين الحرة، وحصل على الجائزة في الجيولوجيا.
- هيرمان بارزينغر من المعهد الأثري الألماني في برلين،: وحصل على الجائزة في دراسات ما قبل التاريخ وأوائل تاريخ أوروبا.
- إنغو ريبرج: من جامعة أوتو فون جويريك في ماغديبورغ، وحصل على الجائزة في الفيزياء التجريبية.
- ديتمار فيستويبر: من جامعة مونستر، وحصل على الجائزة في البيولوجيا الخلوية والكيمياء الحيوية.
- أنيت زيبيليوس: من جامعة جورج أوغست في غوتنغن، وحصل على الجائزة في فيزياء الجوامد.

### 1999
- إيكارد برينكسماير: من جامعة بريمن، وحصل على الجائزة في هندسة التصنيع.
- بيرند بوكاو: من جامعة ألبرت لودفيغ في فرايبورغ، وحصل على الجائزة في البيولوجيا الخلوية.
- يواكيم كونتز: من جامعة مونستر، وحصل على الجائزة في الرياضيات.
- ألويس فورستنر: من معهد ماكس بلانك لأبحاث الفحم، وحصل على الجائزة في الكيمياء العضوية المعدنية.
- فريدريش فيلهلم غراف: من جامعة أوغسبورغ، وحصل على الجائزة في اللاهوت الإنجيلي.
- أولريش هربرت: من جامعة ألبرت لودفيغ في فرايبورغ، وحصل على الجائزة في التاريخ الحديث والمعاصر.
- مارتن جوهانس لوسى: من جامعة فورتسبورغ، وحصل على الجائزة في علم العقاقير.
- فولكر موسبروغر: من جامعة توبنغن،وحصل على الجائزة في علم الحفريات.
- هانز كريستيان بابي: من جامعة أوتو فون جويريك في ماغديبورغ، وحصل على الجائزة في الفسيولوجيا العصبية.
- يواكيم أولريش: من جامعة ألبرت لودفيغ في فرايبورغ، وحصل على الجائزة في الفيزياء التجريبية.

### 2000
- كلاوس فيدلر: من جامعة روبريخت كارلس في هايدلبرغ، وحصل على الجائزة في علم النفس الاجتماعي المعرفي.
- بيتر جريل: من جامعة فريدريش-ألكسندر في إرلانجن-نورمبرج، وحصل على الجائزة في علم المواد.
- ماتياس دبليو هنتز: من مختبر البيولوجيا الجزيئية الأوروبي في هايدلبرغ، وحصل على الجائزة في البيولوجيا الجزيئية.
- بيتر م. هيرزيغ: من جامعة فرايبرغ للتعدين والتكنولوجيا، وحصل على الجائزة في الجيوكيمياء والجيولوجيا الاقتصادية.
- رينهارد جان: من معهد ماكس بلانك للكيمياء الفيزيائية الحيوية، ومعهد كارل فريدريش بونهوفر في غوتنغن، وحصل على الجائزة في البيولوجيا الخلوية.
- أديتي لاهيري: من جامعة كونستانس، وحصل على الجائزة في اللسانيات العامة.
- جيرترود لوبه وولف: من جامعة بيليفيلد، وحصل على الجائزة في القانون العام.
- ديتر لوست من جامعة هومبولت في برلين،: وحصل على الجائزة في الفيزياء النظرية.
- ستيفان مولر: من معهد ماكس بلانك للرياضيات في العلوم في لايبزيغ، وحصل على الجائزة في الرياضيات.
- مانفريد بينكال: من جامعة سارلاند، وحصل على الجائزة في اللغويات الحاسوبية.
- لايم شلايشتينغ: من معهد ماكس بلانك لعلم وظائف الأعضاء الجزيئي في دورتموند، وحصل على الجائزة في الفيزياء الحيوية.
- فريدريش تمبس، وهانس يواكيم ويرنر: من جامعة كيل، وجامعة شتوتغارت على الترتيب، وحصلا على الجائزة في الكيمياء الفيزيائية والكيمياء النظرية.
- مارتن فيجنر: من جامعة كارلسروه، وحصل على الجائزة في فيزياء الجوامد.

### 2001
- يوخن فيلدمان: من جامعة لودفيج ماكسيميليان في ميونيخ، وحصل على الجائزة في المكون الإلكتروني البصري.
- إدوارد كريستيان هيرت: من جامعة روبريخت كارلس في هايدلبرغ، وحصل على الجائزة في علم الأحياء الجزيئي.
- هانز كيبلر: من جامعة توبنغن، وحصل على الجائزة في علم المعادن.
- آرثر كونيرث: من جامعة لودفيغ ماكسيميليان في ميونيخ، وحصل على الجائزة في الفسيولوجيا العصبية.
- أولريش كونراد: من جامعة فورتسبورغ، وحصل على الجائزة في علم الموسيقى.
- مارتن كرونكه: من جامعة كولونيا، وحصل على الجائزة في علم المناعة وبيولوجيا الخلية.
- يواكيم كوبر: من جامعة برلين الحرة، وحصل على الجائزة في النظرية الأدبية الرومانسية.
- كريستوف ماركشيس: من جامعة روبريخت كارلس في هايدلبرغ، وحصل على الجائزة في تاريخ المسيحية.
- فولفغانغ ماركفاردت: من الجامعة الوطنية الراينية الفستفالية في آخن، وحصل على الجائزة في هندسة أنظمة العمليات.
- هيلج ريتر: من جامعة بيليفيلد، وحصل على الجائزة في علوم الحاسبات.
- جونتر زيجلر: من جامعة برلين التقنية، وحصل على الجائزة في الرياضيات.

### 2002
- كارمن بيرشمير كوهلر: من مركز ماكس ديلبروك للطب الجزيئي في برلين بوخ، وحصل على الجائزة في البيولوجيا الجزيئية.
- فولفغانغ دامن: من الجامعة الوطنية الراينية الفستفالية في آخن، وحصل على الجائزة في الرياضيات.
- وولف كريستيان دولو: من جامعة كيل، وحصل على الجائزة في علم الحفريات.
- برونو إيكهارت: من جامعة فيليبس في ماربورغ، وحصل على الجائزة في الفيزياء النظرية.
- مايكل فامولوك: من جامعة بون، وحصل على الجائزة في الكيمياء الحيوية.
- كريستيان هاس: من جامعة لودفيغ ماكسيميليان في ميونيخ، وحصل على الجائزة في الكيمياء الحيوية المرضية.
- فرانز أولريش هارتل: من معهد ماكس بلانك للكيمياء الحيوية في مارتنسريد، وحصل على الجائزة في بيولوجيا الخلية.
- توماس هينجارتنر: من جامعة هامبورغ، وحصل على الجائزة في الأنثروبولوجيا الثقافية.
- رينهولد كليجل: من جامعة بوتسدام، وحصل على الجائزة في علم النفس العام.
- فولفغانغ كوالسكي: من جامعة براونشفايغ التقنية، وحصل على الجائزة في الإلكترونيات الضوئية.
- كارل ليو: من جامعة دريسدن التقنية،وحصل على الجائزة في فيزياء الجوامد.
- فرانك فولرتسن: من جامعة بادربورن، وحصل على الجائزة في تشكيل وتمديد هندسة التصنيع.

### 2003
- وينفريد دينك: من معهد ماكس بلانك للأبحاث الطبية في هايدلبرغ، وحصل على الجائزة في البصريات الطبية.
- إيكارت فيفيغ، وهيلين إسنولت: من جامعة دويسبورغ وجامعة إيسن على الترتيب، وحصلا على الجائزة في الهندسة الجبرية.
- غيرهارد هويسكين: من معهد ماكس بلانك لفيزياء الجاذبية، ومعهد ألبرت أينشتاين) في جولم في بوتسدام، وحصل على الجائزة في التحليل الهندسي.
- روبرت كلاين: من جامعة برلين الحرة، ومعهد بوتسدام لأبحاث تأثير المناخ، وحصل على الجائزة في ديناميكية الموائع الحسابية.
- ألبريشت كوشورك: من جامعة كونستانس، وحصل على الجائزة في عصر النهضة والأدب الألماني الحديث.
- رولاند ليل: من جامعة فيليبس في ماربورغ، وحصل على الجائزة في بيولوجيا الخلية والكيمياء الحيوية.
- كريستوف نيهرس: من مركز أبحاث السرطان الألماني في هايدلبرغ، وحصل على الجائزة في بيولوجيا التطور الجزيئي.
- فيردي شوث: من معهد ماكس بلانك لأبحاث الفحم، وحصل على الجائزة في الكيمياء غير العضوية.
- هانز بيتر سيدل: من معهد ماكس بلانك للمعلوماتية في ساربروكن، وحصل على الجائزة في علوم الحاسبات.
- هوبرت وولف: من جامعة مونستر، وحصل على الجائزة في تاريخ المسيحية واللاهوت الكاثوليكي.

### 2004
- فرانك ألغوير: من جامعة شتوتغارت، وحصل على الجائزة في هندسة التحكم.
- غابرييل براندشتيتر: من جامعة برلين الحرة، وحصل على الجائزة في علوم المسرح.
- توماس كاريل: من جامعة لودفيج ماكسيميليان في ميونيخ، وحصل على الجائزة في الكيمياء العضوية.
- كارل كريستوف كلاور: من جامعة بون، وحصل على الجائزة في علم النفس الاجتماعي والمعرفي.
- هانا منير: من جامعة روبريخت كارلس في هايدلبرغ، وحصل على الجائزة في علم الأعصاب.
- نيكولاس بفانر، ويورغن سول: من جامعة ألبرت لودفيغ في فرايبورغ، وجامعة لودفيغ ماكسيميليان في ميونيخ على الترتيب، وحصلا على الجائزة في الكيمياء الحيوية وبيولوجيا الخلية الجزيئية للنباتات.
- كلاوس ديتر بفيفر: من جامعة هاينريش هاينه، وحصل على الجائزة في علم المناعة.
- ديرك رابي: من معهد ماكس بلانك لأبحاث الحديد المحدودة في دوسلدورف، وحصل على الجائزة في علوم المواد.
- كونراد ساموير: من جامعة جورج أوغست في غوتنغن، وحصل على الجائزة في فيزياء الجوامد.
- مانفريد شتريكر: من جامعة بوتسدام، وحصل على الجائزة في الجيولوجيا الهيكلية.

### 2005
- بيتر بيكر: من جامعة لودفيج ماكسيميليان في ميونيخ، وحصل على الجائزة في بيولوجيا الخلية والكيمياء الحيوية.
- إيمانويل بلوخ: من جامعة يوهانس جوتنبرج في ماينز، وحصل على الجائزة في البصريات الكمومية.
- ستيفاني ديميلير: من معهد يوهان فولفغانغ جوته في جامعة فرانكفورت في ماين، وحصل على الجائزة في طب القلب الجزيئي.
- يورغن جاوس: من جامعة جوهانس جوتنبرج في ماينز، وحصل على الجائزة في الكيمياء النظرية.
- غونتر هاسنغر: من معهد ماكس بلانك لفيزياء خارج الأرض في جارشينج، وحصل على الجائزة في الفيزياء الفلكية.
- كريستيان يونغ: من جامعة كيل، وحصل على الجائزة في تربية النباتات.
- أكسل أوكنفيلس: من جامعة كولونيا، وحصل على الجائزة في الاقتصاد التجريبي.
- فولفجانج بيوكيرت: من جامعة فريدريش-ألكسندر في إرلانجن-نورمبرج، وحصل على الجائزة في هندسة العمليات الميكانيكية.
- باربرا ستولبيرج-ريلينغر: من جامعة مونستر، وحصل على الجائزة في تاريخ أوروبا الحديثة المبكرة.
- أندرياس تونرمان: من معهد فراونهوفر للبصريات التطبيقية والهندسة الدقيقة في جينا، وحصل على الجائزة في تكنولوجيا النظم الدقيقة.

### 2006
- ماتياس بيلر، وبيتر واسيرشايد: من معهد لايبنيز للحفز العضوي بجامعة روستوك، وجامعة فريدريش-ألكسندر في إرلانجن-نورنبرج على الترتيب،وحصلا على الجائزة في التحفيز المتجانس، والمعالجة الكيميائية.
- باتريك كرامر: من جامعة لودفيغ ماكسيميليان في ميونيخ، وحصل على الجائزة في علم الأحياء البنيوي.
- بيتر جوناس: من جامعة ألبرت لودفيغ في فرايبورغ، وحصل على الجائزة في الفسيولوجيا العصبية.
- فيرينك كراوز: من جامعة لودفيج ماكسيميليان في ميونيخ ومعهد ماكس بلانك للبصريات الكمومية في جارشينج، وحصل على الجائزة في البصريات الكمومية.
- كلاوس ميزغر: من جامعة مونستر، وحصل على الجائزة في الجيوكيمياء.
- توماس موسفايلر: من جامعة كولونيا، وحصل على الجائزة في علم النفس الاجتماعي.
- فيليكس أوتو: من جامعة بون، وحصل على الجائزة في تحليل المعادلات التفاضلية الجزئية.
- دومينيك بيرلر: من جامعة هومبولت في برلين، وحصل على الجائزة في تاريخ الفلسفة والفلسفة النظرية.
- غيبورغ رادكه: من جامعة فيليبس في ماربورغ، وحصل على الجائزة في فقه اللغة الكلاسيكي والفلسفة.
- مارينو زيريال: من معهد ماكس بلانك لبيولوجيا الخلايا الجزيئية وعلم الوراثة في درسدن، وحصل على الجائزة في بيولوجيا الخلية.

### 2007
- جينس كلاوس بروننغ: من جامعة كولونيا، وحصل على الجائزة في أبحاث مرض السكري الجزيئي وعلم الغدد الصماء.
- باتريك برونو: من المعهد الوطني لفيزياء البنية الدقيقة في هال، وحصل على الجائزة في فيزياء الحالة الصلبة النظرية.
- ماجدالينا جوتز: من مركز أبحاث البيئة والصحة وجامعة لودفيج ماكسيميليان في ميونيخ، وحصلت على الجائزة في علم الأعصاب.
- بيتر غومبش: من جامعة كارلسروه، ومعهد فراونهوفر لميكانيكا المواد في فرايبورغ ، وحصل على الجائزة في علوم المواد.
- جيرالد هاوج: من جامعة بوتسدام، وحصل على الجائزة في علم المناخ القديم.
- برنارد جوسن: من جامعة بيليفيلد، وحصل على الجائزة في تاريخ العصور الوسطى.
- جينيفر كاوفمان: من المعهد الوطني للفيزياء الفلكية في غرشنغ، وحصل على الجائزة في الفيزياء الفلكية.
- فالكو لانجينهورست: من جامعة فريدريش شيلر في جينا، وحصل على الجائزة في علم المعادن وعلم الصخور.
- أوليفر بريمايفسي: من جامعة لودفيغ ماكسيميليان في ميونيخ، وحصل على الجائزة في فقه اللغة الكلاسيكي.
- ديتلاف فايغل: من المعهد الوطني لبيولوجيا التنمية في توبنغن، وحصل على الجائزة في بيولوجيا النبات.

### 2008
- سوزان ألبرز: من جامعة فرايبورغ، وحصلت على الجائزة في علم الحاسوب النظري.
- مارتن بينيك: من الجامعة الوطنية الراينية الفستفالية في آخن، وحصل على الجائزة في فيزياء الجسيمات النظرية.
- هولغر بوخه: من الجامعة التقنية في برلين، وحصل على الجائزة في هندسة الاتصالات ونظرية المعلومات.
- مارتن كاريير: من جامعة بيليفيلد، ووحصل على الجائزة في الفلسفة.
- إيلينا كونتي: من معهد ماكس بلانك للكيمياء الحيوية في مارتنسريد، وحصل على الجائزة في علم الأحياء البنيوي.
- إليسا إيزورالدي: من معهد ماكس بلانك لعلم الأحياء التطوري في توبنغن، وحصل على الجائزة في بيولوجيا الخلية.
- هولجر فلايشر: من جامعة بون، وحصل على الجائزة في القانون الاقتصادي.
- شتيفان و. هيل: من معهد ماكس بلانك للكيمياء الفيزيائية الحيوية في غوتنغن، وحصل على الجائزة في الفيزياء الحيوية.
- كلاوس كيرن: من معهد ماكس بلانك لأبحاث الحالة الصلبة في شتوتغارت، وحصل على الجائزة في كيمياء الحالة الصلبة الفيزيائية.
- فولفغانغ لوك: من جامعة مونستر، وحصل على الجائزة في الطوبولوجيا الجبرية.
- يوخن مانهارت: من جامعة أوغسبورغ، وحصل على الجائزة في فيزياء الحالة الصلبة التجريبية.

### 2009
- أنتجي بويتيوس: من معهد ماكس بلانك للأحياء الدقيقة البحرية في بريمن، وحصل على الجائزة في علم الأحياء البحرية الدقيقة.
- هولجر براونشفايغ: من جامعة فورتسبورغ.
- ولفرام بورغارد: من جامعة فرايبورغ.
- هاينريش ديترنج: من جامعة غوتنغن.
- يورغن إيكرت: من جامعة دريسدن للتكنولوجيا.
- أرمين فالك: من جامعة بون.
- فرانك كيرشوف: من جامعة أولم.
- يورغن رودل: من جامعة دارمشتات التقنية.
- كارل لينهارد رودولف: من جامعة أولم.
- بوركهارد ويلكينغ: من جامعة مونستر.
- مارتن ر. زيرنباور: من جامعة كولونيا.

### 2010
- جان بورن: من جامعة لوبيك، وحصل على الجائزة في أمراض الغدد الصماء وأمراض النوم.
- بيتر فراتزل: من معهد ماكس بلانك للغرويات والواجهات في بوتسدام، وحصل على الجائزة في المواد الحيوية.
- رومان إندرست: من جامعة فرانكفورت في ماين، وحصل على الجائزة في الاقتصاد الكلي.
- كريستوف كلاين: من كلية الطب في هانوفر، وحصل على الجائزة في طب الأطفال وطب الأورام.
- أولمان ليندنبرغر: من معهد ماكس بلانك للتنمية البشرية في برلين، وحصل على الجائزة في علم نفس العمر.
- فرانك نيز: من جامعة بون، وحصل على الجائزة في الكيمياء النظرية.
- يورغن أوسترهاميل: من جامعة كونستانس، وحصل على الجائزة في التاريخ الحديث.
- بيترا شويل: من جامعة دريسدن للتكنولوجيا، وحصل على الجائزة في الفيزياء الحيوية.
- ستيفان تريو: من مركز الرئيسيات الألماني في غوتنغن، وحصل على الجائزة في علوم الأعصاب الإدراكية.
- يواكيم ويكرت: من جامعة سارلاند، وحصل على الجائزة في معالجة الصور الرقمية.

### 2011
- مايكل بريخت: من مركز بيرنشتاين لعلم الأعصاب الحاسوبي في برلين، وحصل على الجائزة في علم الأعصاب.
- أولا بوناس: من جامعة هالي-فيتنبرغ، وحصل على الجائزة في علم الأحياء الدقيقة وعلم أمراض النبات الجزيئي.
- كريستيان بوشل: من المركز الطبي الجامعي هامبورغ إيبندورف، وحصل على الجائزة في علم الأعصاب الإدراكي.
- أنيا فيلدمان: من جامعة برلين التقنية، وحصلت على الجائزة في علوم الحاسبات وشبكات الإنترنت.
- كاي وا هينريش: من جامعة بريمن، وحصل على الجائزة في الكيمياء الجيولوجية العضوية.
- أنتوني أ. هايمان: من معهد ماكس بلانك لبيولوجيا الخلايا الجزيئية وعلم الوراثة في دريسدن، وحصل على الجائزة في بيولوجيا الخلية والأنابيب الدقيقة والانقسام.
- برنارد كيمر: من معهد ماكس بلانك لأبحاث الحالة الصلبة في شتوتغارت، وحصل على الجائزة في فيزياء الحالة الصلبة التجريبية.
- فرانز فايفر: من جامعة ميونخ التقنية، وحصل على الجائزة في فيزياء الأشعة السينية.
- يواكيم فريدريش كواك: من جامعة هايدلبرغ، وحصل على الجائزة في علم المصريات.
- غابرييل سادوسكي: من جامعة دورتموند التقنية، وحصل على الجائزة في الديناميكا الحرارية.
- كريستين سيلبرهورن: من جامعة بادربورن، وحصل على الجائزة في البصريات الكمومية.

### 2012
- مايكل بريخت: من مركز بيرنشتاين لعلم الأعصاب الحاسوبي في برلين وجامعة هومبولدت في برلين، وحصل على الجائزة في الفسيولوجيا العصبية وعلم الأعصاب الخلوي.
- راينر فورست: من جامعة يوهان فولفجانج جوته في فرانكفورت في ماين، وحصل على الجائزة في الفلسفة السياسية والنظرية.
- غونتر هارتمان: من مستشفى بون الجامعي، وحصل على الجائزة في علم العقاقير السريري والمناعة الطبيعية.
- كريستيان كورتس: من مستشفى بون الجامعي، وحصل على الجائزة في علم المناعة وأمراض الكلى.
- ماتياس مان: من معهد ماكس بلانك للكيمياء الحيوية في مارتنسريد، وحصل على الجائزة في الكيمياء الحيوية.
- فريدريك بانيويك: من جامعة فيليبس في ماربورغ، وحصل على الجائزة في الدراسات الإسلامية والأدب والمسرح وتاريخ الأفكار.
- نيكولاس راجوسكي: من مركز ماكس ديلبروك للطب الجزيئي في برلين،وحصل على الجائزة في بيولوجيا النظام.
- أولف ريبيسيل: من معهد لايبنيز للعلوم البحرية بجامعة كيل، وحصل على الجائزة في علم المحيطات.
- بيتر ساندرز: من معهد كارلسروه للتكنولوجيا، وحصل على الجائزة في علوم الكمبيوتر النظرية والخوارزميات.
- باربرا فولموث: من جامعة ميونخ التقنية، وحصل على الجائزة في التحليل العددي.
- يورغ وراتشتروب: من جامعة شتوتغارت، وحصل على الجائزة في الفيزياء التجريبية.

### 2013
- توماس باور:من جامعة مونستر، وحصل على الجائزة في الدراسات الإسلامية.
- إيفان شيكي: من جامعة فرانكفورت في ماين، وحصل على الجائزة في الكيمياء الحيوية وبيولوجيا الخلية.
- فرانك جلوريوس: من جامعة مونستر، وحصل على الجائزة في الكيمياء الجزيئية.
- أونور غنتوركون: من جامعة بوخوم، وحصل على الجائزة في علم النفس البيولوجي.
- بيتر هيجمان: من جامعة هومبولت برلين، وحصل على الجائزة في الفيزياء الحيوية.
- ماريون ميركلين: من جامعة إرلانجن-نورمبرغ، وحصل على الجائزة في تكنولوجيا تشكيل المعادن وهندسة التصنيع.
- رودريش موسنر، وأكيم روش: من معهد ماكس بلانك لفيزياء الأنظمة المعقدة في دريسدن وجامعة كولونيا على الترتيب، وحصلا على الجائزة في فيزياء الحالة الصلبة النظرية.
- إريكا فون موتيوس: من عيادة جامعة ميونيخ، وحصلت على الجائزة في طب الأطفال، وأمراض الحساسية، وعلم الأوبئة.
- فاسيليس نتسياكريستوس: من جامعة ميونخ التقنية، وحصل على الجائزة في التصوير الحيوي بتقنيات بصرية.
- لوتز رافائيل: من جامعة ترير، وحصل على الجائزة في التاريخ الحديث والمعاصر.

### 2014
- أرتميس ألكسيادو: من جامعة شتوتغارت، وحصل على الجائزة في اللغويات.
- أرمين فون بوجداندي: من معهد ماكس بلانك للقانون العام المقارن والقانون الدولي في هايدلبرغ، وحصل على الجائزة في القانون العام الأجنبي والقانون الدولي.
- أندرياس دريزلر: في جامعة دارمشتات التقنية، وحصل على الجائزة في أبحاث الاحتراق.
- كريستوف شولز: من جامعة دويسبورغ إيسن، وحصل على الجائزة في الاحتراق وديناميكيات الغاز.
- نيكول دوبيلييه: من معهد ماكس بلانك للأحياء الدقيقة البحرية في جامعة بريمن في بريمن، وحصل على الجائزة في علم البيئة البحرية.
- ليف كوبلت: من الجامعة الوطنية الراينية الفستفالية في آخن، وحصل على الجائزة في علوم الحاسبات.
- لورانس مولنكامب: من جامعة فورتسبورغ، وحصل على الجائزة في فيزياء الحالة الصلبة التجريبية.
- بريجيت رودر: من جامعة هامبورغ، وحصل على الجائزة في علم النفس البيولوجي وعلم النفس العصبي.
- إيرمجارد سينينج: من جامعة هايدلبرغ، وحصل على الجائزة في علم الأحياء الإنشائي,
- راينر فاسر: من الجامعة الوطنية الراينية الفستفالية في آخن ومركز يوليخ للأبحاث معهد بيتر غرونبرغ، وحصل على الجائزة في علوم المواد.
- لارس زندر: من مستشفى توبنغن الجامعي،وحصل على الجائزة في طب الكبد والأورام.

### 2015
- هنري ن. شابمان: من مزامن الإلكترونات الألماني في هامبورغ، وجامعة هامبورغ، وحصل على الجائزة في الفيزياء البيولوجية وفيزياء الأشعة السينية.
- هندريك ديتز: من جامعة ميونخ التقنية، وحصل على الجائزة في الكيمياء الحيوية والفيزياء الحيوية.
- ستيفان جريم: من جامعة بون، وحصل على الجائزة في الكيمياء النظرية.
- كريستيان هيرتويك: من معهد لايبنيز لأبحاث المنتجات الطبيعية وبيولوجيا العدوى ومعهد هانز كنول في جينا، وجامعة جينا،وحصل على الجائزة في الكيمياء البيولوجية.
- فريدريك لينجر: من جامعة جيسن، وحصل على الجائزة في التاريخ الحديث والمعاصر.
- هارتموت ليبين: من جامعة جوته في فرانكفورت في ماين، وحصل على الجائزة في التاريخ القديم.
- ستيفن مارتوس: من جامعة هومبولت في برلين، وحصل على الجائزة في الأدب الألماني الحديث.
- توبياس موسر: من جامعة غوتنغن، وحصل على الجائزة في الاستشعار السمعي وطب الأنف والأذن والحنجرة.

### 2016[4]
- فرانك برادكي: من المركز الألماني للأمراض العصبية التنكسية في بون، وحصل على الجائزة في التنكس العصبي.
- إيمانويل شاربنتييه: من معهد ماكس بلانك لبيولوجيا العدوى في برلين، وحصل على الجائزة في بيولوجيا العدوى.
- دانيال كريمرز: من جامعة ميونخ التقنية، وحصل على الجائزة في علم رؤية الحاسبات وفهمها الصور والأنظمة الحوسبية التي تعتمد على المعرفة.
- دانيال جيمس فروست: من جامعة بايرويت، وحصل على الجائزة في علم المعادن وعلم الصخور التجريبية.
- داغ نيكولاس هاس: من معهد الفلسفة بجامعة فورتسبورغ، وحصل على الجائزة في الفلسفة.
- قائمة بنيامين: من قسم الحفز المتجانس بمعهد ماكس بلانك لأبحاث الفحم في مولهايم، وحصل على الجائزة في الكيمياء الجزيئية العضوية.
- كريستوف مولرس: من جامعة هومبولت في برلين، قي القانون العام والفلسفة القانونية.
- مارينا رودنينا: من معهد ماكس بلانك للكيمياء الفيزيائية الحيوية (معهد كارل فريدريش بونهوفر) في غوتنغن، وحصل على الجائزة في الكيمياء الحيوية.
- بينيدكت سافوي: من مركز دراسات المتروبوليتان في الجامعة التقنية في برلين، وحصل على الجائزة في تاريخ الفن الحديث.
- بيتر شولز: من معهد الرياضيات ، جامعة بون، وحصل على الجائزة في الحساب والهندسة الجبرية.

### 2017[5]
- لوتز أكرمان: من جامعة غوتنغن، وحصل على الجائزة في الكيمياء الجزيئية العضوية.
- بياتريس جروندلر: من جامعة برلين الحرة، وحصل على الجائزة في العروبة.
- رالف هيرتويج: من معهد ماكس بلانك لأبحاث التعليم، وحصل على الجائزة في علم نفس الإدراك.
- كارل بيتر هوبفنر: من جامعة لودفيج ماكسيميليان في ميونيخ، وحصل على الجائزة في علم الأحياء التركيبية.
- فرانك جوليشر: من معهد ماكس بلانك لفيزياء الأنظمة المعقدة، وحصل على الجائزة في الفيزياء الحيوية النظرية.
- لوتز ميدلر: من جامعة بريمن، وحصل على الجائزة في هندسة العمليات الميكانيكية.
- بريتا نستلر: من معهد كارلسروه للتكنولوجيا، وحصل على الجائزة في علوم المواد.
- واكيم ب. شباتس: من معهد ماكس بلانك للأنظمة الذكية، وجامعة روبريخت كارلس هايدلبرغ، وحصل على الجائزة في الفيزياء الحيوية.
- أني شتورش: من جامعة كولونيا، وحصلت على الجائزة في علم الدراسات الأفريقية.
- يورغ فوغل: من جامعة فورتسبورغ، وحصل على الجائزة في علم الأحياء الدقيقة الطبية.

### 2018[6]
- جينس بيكيرت: من معهد ماكس بلانك لدراسة المجتمعات في كولونيا، وحصل على الجائزة في علم الاجتماع.
- أليساندرا بونانو: من معهد ماكس بلانك لفيزياء الجاذبية، ومعهد ألبرت أينشتاين في بوتسدام، وحصل على الجائزة في فيزياء الجاذبية.
- نيكولا فوش شوندلن: من جامعة يوهان فولفغانغ جوته في فرانكفورت في ماين، وحصل على الجائزة في الاقتصاد.
- فيت هورنونج: من مركز الجينات في جامعة لودفيج ماكسيميليان في ميونيخ، وحصل على الجائزة في علم المناعة.
- إيكي لاتز: من مستشفى بون الجامعي، ومعهد رينش فريدريش فيلهلمز بجامعة بون وحصل على الجائزة في علم المناعة.
- هايك بول: من جامعة فريدريش ألكسندر في إرلانجن نورمبرج، وحصل على الجائزة في الدراسات الأمريكية.
- إريكا ل.بيرس: من معهد ماكس بلانك لبيولوجيا المناعة وعلم التخلق في فرايبورغ في بريسغاو، وحصل على الجائزة في علم المناعة.
- كلاوس روبيرز: من جامعة جورج أوغست في غوتنغن، وحصل على الجائزة في فيزياء الحالة الصلبة التجريبية.
- أوليفر ج. شميدت: من معهد لايبنيز لبحوث الحالة الصلبة والمواد في دريسدن، وكلية الهندسة الكهربائية وتكنولوجيا المعلومات في جامعة كيمنتس للتكنولوجيا،وحصل على الجائزة في علوم المواد.
- برنهارد شولكوف: من معهد ماكس بلانك للأنظمة الذكية في توبنغن، وحصل على الجائزة في التعلم الآلي.
- ليتسلو تسيكليهيدي: من جامعة لايبزيغ، وحصل على الجائزة في الرياضيات التطبيقية.

### 2019[7]
- سامي حدادين: من جامعة ميونخ التقنية، وحصل على الجائزة في الروبوتات.
- روبرت هوبر: من جامعة ريغنسبورغ، وحصل على الجائزة في الفيزياء التجريبية.
- أندرياس ريكويتز: من جامعة فيادرينا الأوروبية في فرانكفورت (أودر)، وحصل على الجائزة في علم الاجتماع.
- هانز رايمر رودوالد: من مركز أبحاث السرطان الألماني في هايدلبرغ، وحصل على الجائزة في علم المناعة.
- ميلينا شوه: من معهد ماكس بلانك للكيمياء الفيزيائية الحيوية (معهد كارل فريدريش بونهوفر) في غوتنغن، وحصلت على الجائزة في علم الأحياء الخلوية.
- بريندا شولمان: من معهد ماكس بلانك للكيمياء الحيوية في مارتنسريد، وحصلت على الجائزة في الكيمياء الحيوية.
- أييليت شاحار: من معهد ماكس بلانك لدراسة التنوع الديني والعرقي في غوتنغن، وحصلت على الجائزة في القانون والعلوم السياسية.
- ميشيل ترتيلت: من جامعة مانهايم، وحصل على الجائزة في الاقتصاد.
- فولغانغ فيرنزدورفر: من معهد كارلسروه للتكنولوجيا، وحصل على الجائزة في فيزياء الحالة الصلبة التجريبية.
- ماتياس ويسلينج: من جامعة روث آخن ومعهد لايبنيز للمواد التفاعلية في آخن، وحصل على الجائزة في هندسة التفاعل الكيميائي.

### 2020[8]
- ثورستن باخ: من جامعة ميونخ التقنية، وحصل على الجائزة في الكيمياء.
- بابتيست جان جيرمان غولت: من معهد ماكس بلانك لأبحاث الحديد، وحصل على الجائزة في علوم المواد.
- يوهانس جراف: من جامعة فريدريش شيلر في جينا، وحصل على الجائزة في تاريخ الفن.
- توماس كوفمان: من جامعة جورج أوغست في غوتنغن، وحصل على الجائزة في اللاهوت الإنجيلي.
- أندريا موساكيو: من معهد ماكس بلانك لعلم وظائف الأعضاء الجزيئي، وحصل على الجائزة في البيولوجيا الخلوية.
- توماس نيومان: من جامعة ميونخ التقنية، وحصل على الجائزة في علوم الحاسب.
- ماركو برينز: من جامعة ألبرت لودفيج في فرايبورغ، وحصل على الجائزة في علم الأمراض العصبية.
- ماركوس ريتششتاين: من معهد ماكس بلانك للكيمياء الحيوية. وحصل على الجائزة في الكيمياء الجيولوجية الحيوية.
- داغمار شيفر: من معهد ماكس بلانك لتاريخ العلوم، وحصل على الجائزة في تاريخ العلوم.
- جوليان فوجل: من جامعة كونستانز، وحصل على الجائزة في الأدب.

### 2021[9]
- أسيفا أختار: من معهد ماكس بلانك لبيولوجيا المناعة وعلم التخلق في فرايبورغ، وحصلت على الجائزة في علم التخلق.
- إليزابيث أندريه: من جامعة أوغسبورغ، وحصلت على الجائزة في علوم الحاسب.
- جوزيبي كاير: من جامعة برلين التقنية، وحصل على الدائزة في هندسة الاتصالات النظرية.
- نيكو أيزنهاور: من جامعة لايبزيغ، وحصل على الجائزة في أبحاث التنوع البيولوجي.
- فيرونيكا إيرينغ: من مركز الفضاء الألماني وجامعة بريمن، وحصلت على الجائزة في نمذجة نظام الأرض.
- كاترينا هارفاتي: من جامعة توبنغن ومركز سينكينبرغ للتطور البشري والبيئة البالونية في توبنغن، وحصلت على الجائزة في علم الإنسان القديم.
- ستيفن ماو: من جامعة هومبولت في برلين، وحصل على الجائزة في علم الاجتماع.
- رولف مولر: من معهد هيلمهولتز للأبحاث الصيدلانية في سارلاند وجامعة سارلاند في ساربروكن، وحصل على الجائزة في البيولوجيا الصيدلانية.
- يورغن رولاند : من مركز كلينيكوم ريشتس دير إيزار بالجامعة التقنية في ميونيخ، وحصل على الجائزة في علم المناعة.
- فولكر سبرينجل: من معهد ماكس بلانك للفيزياء الفلكية في جارشينج، وحصل على الجائزة في الفيزياء الفلكية.